# Władysław Matwin

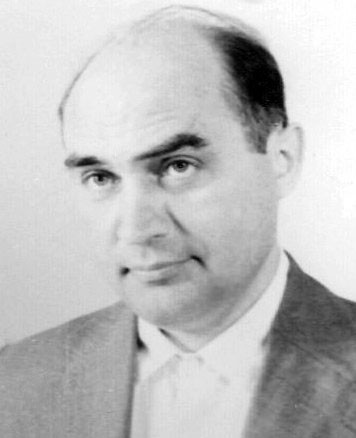
Władysław Matwin (1959)

Władysław Wojciech Matwin (* 17. Juli 1916 in Grodziec, heute: Będzin; † 22. Oktober 2012 in Warschau) war ein Politiker der Polnischen Vereinigten Arbeiterpartei PZPR (Polska Zjednoczona Partia Robotnicza), Mathematiker und Informatiker in der Volksrepublik Polen, der unter anderem zwischen 1952 und 1965 Mitglied des Sejm, von 1953 bis 1957 Chefredakteur der Parteizeitung Trybuna Ludu sowie zugleich zwischen 1955 und 1963 Sekretär des Zentralkomitees (ZK) der PZPR war. Er war später als Chefkonstrukteur am Institut für Mathematische Maschinen IMM (Instytut Maszyn Matematycznych), als Direktor des Hauptverbandes für Informationstechnologie NZI (Naczelnego Zjednoczenia Informatyki) und als Direktor des Instituts für Elektronische Computertechnik ZETO (Zakład Elektronicznej Techniki Obliczeniowej) tätig und gilt als einer der Pioniere der polnischen Informatik.

## Leben

### Jugendfunktionär, Verhaftung, Studienverbot und Zweiter Weltkrieg
Władysław Wojciech Matwin, Sohn von Władysław Matwin und dessen Ehefrau Maria, begann sein politisches Engagement im Kommunistischen Verband der polnischen Jugend KZMP (Komunistyczny Związek Młodzieży Polski) und war zwischen 1934 und 1935 Sekretär des KZMP in Posen–Rawicz. Im Januar 1935 wurde er wegen seines politischen Engagements unter den Tarnnamen „Janek“ und „Koba“ festgenommen und zu 3 Jahren Freiheitsstrafe verurteilt, von denen er 20 Monate in Rawicz verbüßte. Die Folge des Urteils war ein sogenanntes „Wolfsticket“ („wilczy bilet“), wodurch er keinen Hochschulzugang in Polen erhielt. Ende 1936 wurde er Mitglied der  Kommunistischen Partei Polens KPP (Komunistyczna Partia Polski) und begann 1937 begann er „als politischer Einwanderer“ ein Chemiestudium an der Technischen Universität Brünn. Diese konnte er jedoch nicht abschließen, da er im Januar 1939 aus der Tschechoslowakei ausgewiesen wurde. Im Frühjahr 1939 kehrte er nach Polen zurück und wollte in die Armee eintreten. Er galt aber als gefährlicher Krimineller und erhielt zehn Jahre Dienstverbot in der polnischen Armee. 
Matwin ging daraufhin in die Sowjetunion und arbeitete anschließend zwischen 1939 und 1940 als Hauer in einem Steinkohlebergwerk im Donezbecken sowie nach einem Unfall im Untertagebau von 1940 bis 1941 als Arbeiter in einem Stahlwerk. Er absolvierte ein Abendstudium am Institut für Metallurgie und fand daraufhin zwischen 1942 und 1943 eine Beschäftigung als Mitarbeiter an der Staatlichen Universität Tiflis. Zugleich engagierte er sich in der Sowjetunion auch als Aktivist im Bund Polnischer Patrioten ZPP (Związek Patriotów Polskich), der im März 1943 gegründet wurde. Nach einer kurzzeitigen Übernahme in die Rote Armee sowie einer Tätigkeit im Eisenbahnbau wurde er im Juli 1943 in die 1. polnische Infanterie-Division „Tadeusz Kościuszko“ (1 Warszawska Dywizja Piechoty) übernommen  und war ab September 1943 stellvertretender Kommandeur des Kadettenbataillons an der Offiziersschule in Rjasan, an der er Vorlesungen über Politik und Wissenschaften hielt. Im Anschluss war er zwischen Februar 1944 und April 1945 Vertreter des Bundes  Polnischer Patrioten in Teheran.

### Erster Parteisekretär von Wrocław, Vorsitzender des Jugendverbandes und Sejm-Abgeordneter
Nach Ende des Zweiten Weltkrieges wurde Władysław Matwin Mitglied der Polnischen Arbeiterpartei PPR (Polska Partia Robotnicza), die am 5. Januar 1942 im Untergrund in Warschau gegründet wurde. Im Mai 1945 wurde er als Botschaftssekretär und Geschäftsträger an die Botschaft in der Sowjetunion entsandt und war dort bis September 1946 auch Mitglied des Vorstandes der Polnischen Arbeiterpartei in Moskau. Nach seiner Rückkehr war er kurze Zeit zwischen dem 1. und dem 30. Oktober 1946 Instrukteur beim ZK der PPR. Am 17. März 1947 wurde er erstmals Erster Sekretär des Parteikomitees von Wrocław und bekleidete diese Funktion bis zum 20. Oktober 1947. Er war zwischen Oktober 1947 und Juli 1948 krankgeschrieben, woraufhin Artur Starewicz in dieser Zeit als Erster Sekretär des PPR-Komitees von Wrocław fungierte. Danach bekleidete Matwin zwischen dem 10. Juli 1948 bis zum 30. Juni 1949 wieder die Funktion als Erster Sekretär des Wrocławer Parteikomitees. Auf dem I. (Gründungs-)Parteitag der Polnischen Vereinigten Arbeiterpartei PZPR (Polska Zjednoczona Partia Robotnicza) (15. bis 22. Dezember 1948) wurde er erstmals Mitglied des ZK der PZPR und gehörte diesem Führungsgremium der Partei nach seiner Wiederwahl auf dem II. Parteitag (10. bis 17. März 1954) sowie auf dem III. Parteitag (10. bis 19. März 1959) bis zum IV. Parteitag (15. bis 20. Juni 1964) an. 
Als Nachfolger von Janusz Zarzycki übernahm Matwin am 24. Juni 1949 die Funktion als Vorsitzender des Hauptvorstandes des Polnischen Jugendverbandes ZMP (Związek Młodzieży Polskiej) und behielt diese Funktion bis zum 29. November 1952, woraufhin Stanisław Nowocień ihn ablöste. Er wurde am 20. November 1952 für die PZPR erstmals Mitglied des Sejm und vertrat in der ersten Legislaturperiode bis zum 20. November 1956 den Wahlkreis Nr. 51 Kattowitz, in der darauf folgenden zweiten Legislaturperiode zwischen dem 20. Februar 1957 und dem 17. Februar 1961 den Wahlkreis Nr. 109 Świdnica sowie zuletzt in der dritten Legislaturperiode vom 15. Mai 1961 bis zum 31. März 1965 den Wahlkreis Nr. 8 Wrocław. Er war in der ersten Legislaturperiode von 1952 bis 1956 Mitglied des Ausschusses für auswärtige Angelegenheiten, in der zweiten Legislaturperiode zwischen 1957 und 1961 Mitglied des Ausschusses für Nationale Verteidigung und in der dritten Legislaturperiode zwischen 1961 und 1965 Mitglied des Ausschusses für Bildung und Wissenschaft. Darüber hinaus war er von 1957 bis 1965 Mitglied des Präsidiums der PZPR-Fraktion.

### Erster Parteisekretär von Warschau, Chefredakteur derTrybuna Luduund ZK-Sekretär
Anschließend wurde Władysław Matwin am 3. Dezember 1952 Erster Sekretär des PZPR-Komitees von Warschau und hatte diese Funktion bis zum 10. Februar 1954 inne. Anfang 1954 löste er Leon Kasman als Chefredakteur der Parteizeitung Trybuna Ludu ab und behielt diese Funktion bis zu seiner Ablösung durch Leon Kasman im März 1957, wobei er zwischen Mai bis Juli 1956 diese Funktion in einem Chefredaktionskollektiv mit Roman Werfel, Jerzy Morawski und Walenty Titkow geleitet hatte. Am 25. November 1954 übernahm er die Funktion als Leiter der Organisationsabteilung des ZK und verblieb in dieser Funktion bis zum 24. Januar 1955. Im Anschluss übernahm er nach einem ZK-Plenum am 24. Januar 1955 den Posten als ZK-Sekretär und behielt diese Funktion nach seinen Bestätigungen auf dem ZK-Plenum vom 21. Oktober 1956 und auf dem III. Parteitag (10. bis 19. März 1959) bis zu seinem Rücktritt am 30. November 1963.
Während der Zeit des Polnischen Oktober 1956 gehörte Władysław Matwin im Machtkampf innerhalb der PZPR der nach einem Komplex modernistischer Mietshäuser in der Ul. Puławska 24 und 26 in Warschau benannten „Pulawy“-Gruppe (Puławianie) unter Führung von Roman Zambrowski und Leon Kasman an, die hauptsächlich aus Intellektuellen und Aktivisten bestand, die im ersten Jahrzehnt Volkspolens aktiv waren. Die Pulawy-Fraktion stand in Opposition zur Natolin-Fraktion um Zenon Nowak, Wiktor Kłosiewicz, Hilary Chełchowski, Aleksander Zawadzki, Władysław Kruczek, Władysław Dworakowski, Kazimierz Mijal, Franciszek Mazur, Bolesław Rumiński, Franciszek Jóźwiak und Stanisław Łapot, die gegen die Liberalisierung des kommunistischen Systems war, und die nationalistische und antisemitische Parolen proklamierte, um in der PZPR an die Macht zu kommen.

### Rückzug aus der Politik, Mathematiker und Informatiker
Neben seiner Tätigkeit als ZK-Sekretär wurde Matwin am 2. März 1957 abermals zum Sekretär des PZPR-Komitees von Breslau ernannt und hatte diese Funktion mehr als sechs Jahre bis zum 25. Oktober 1963 inne, woraufhin er auf eigenen Wunsch entlassen wurde. Er zog sich anschließend weitgehend aus der Politik zurück und absolvierte zwischen Oktober 1963 und Oktober 1963 mit einem Stipendium des Zentralkomitees der Polnischen Vereinigten Arbeiterpartei ein Mathematikstudium mit dem Schwerpunkt Theoretische Informatik an der Universität Warschau. Nachdem er das Studium mit einem Diplom in Automatentheorie abgeschlossen hatte, wurde er am 8. Dezember 1966 Direktor des Zentrum für die Entwicklung von Führungskräften CODKK (Centralny Ośrodek Doskonalenia Kadr Kierowniczych). Am 8. April 1968 wurde er als Direktor des CODKK jedoch entlassen, weil er sich weigerte, der Forderung nach Entfernung jüdischer Mitarbeiter aus dem CODKK zuzustimmen. 
Im Anschluss war er zwischen August 1968 und Oktober 1970 Leitender Technologe im Betrieb für industrielle Automatisierung PAP (Przedsiębiorstwo Automatyki Przemysłowej) in Falenica im Warschauer Stadtbezirk Wawer sowie im Warschauer Stadtbezirk Włochy. Im November 1970 wechselte er zum  Institut für Mathematische Maschine IMM (Instytut Maszyn Matematycznych) und war dort bis Oktober 1971 Chefkonstrukteur des IMM. Am 12. Dezember 1972 wurde er Direktor des Hauptverbandes für Informationstechnologie NZI (Naczelnego Zjednoczenia Informatyki) und bekleidete diese Funktion bis zu seinem Eintritt in den Ruhestand 1986. Er wurde darüber hinaus 1973 Direktor des Instituts für Elektronische Computertechnik ZETO (Zakład Elektronicznej Techniki Obliczeniowej), eines der ältesten IT-Unternehmen in Polen, welches sich seit der Gründung 1964 mit der Entwicklung von Informatikanwendungen in Industrie und Wirtschaft befasst. Er gilt als einer der Pioniere der polnischen Informatik und war zudem zwischen 1976 und 1991 als Forscher am Institut für Systemforschung IBS (Instytut Badań Systemowych) der Polnischen Akademie der Wissenschaften PAN (Polska Akademia Nauk). Für seine Verdienste wurde ihm das Ritterkreuz des Ordens Polonia Restituta verliehen. Er wurde nach seinem Tode auf dem Warschauer Powązki-Militärfriedhof beigesetzt.